# Helen Lindes
Helen Lindes Griffiths (Gerona, España, 17 de agosto de 1981) es una modelo española, ganadora del certamen de Miss España del año 2000.

## Biografía
De madre británica (Norma Griffiths) y padre andaluz (Diego Lindes), Helen Lindes nació en la ciudad española de Gerona. Pasó parte de su infancia en el pueblo de Torroella de Montgrí (Gerona). Después se trasladó a Lanzarote con su familia antes de cumplir los 5 años.

## Trayectoria profesional
Fue elegida ganadora del certamen Miss España en el año 2000, en el que además recibió otros cinco títulos: Miss Internet, Miss Glamour, Miss Telegenia, Miss Pepe Jeans y Miss Fotogenia. Durante su participación en el certamen Miss Universo 2000, obtuvo el título de Segunda dama de honor, con una puntuación a escasas décimas de ser coronada Miss Universo. Se llevó el título de Miss Fotogenia universal.
Para participar en Miss España tuvo que presentarse antes a los certámenes provinciales de Miss Las Palmas 1999, título que ganó.
Anteriormente al certamen de Miss España, fue llamada para concursar al certamen de Elite Model Look de 1999, el cual no consiguió ganar. También se le otorgó el título de Modelo Deportiva del Año 1999, por un reportaje para la notable revista deportiva Inside Sport, realizado cuando veraneaba en Australia.
Participó en la serie Al salir de clase, interpretando el papel de Nines.
En febrero de 2010 empezó a trabajar de concursante en el programa ¡Más que baile! en la cadena de televisión Telecinco, donde ganó la gala del 31 de marzo. En la gala del 28 de abril, tras mostrarse la lista de clasificación, la modelo se arriesgaba a no seguir en el concurso. Después de que la audiencia siguiera votando todos los concursantes bailaron su posible último baile. Finalmente se disputó la plaza que quedaba libre junto a los cantantes Edurne, El Sevilla y Carmen Lomana. Finalmente Lindes sería eliminada.
Llegó a participar en el anuncio publicitario de la marca Nespresso de 2010. En una breve aparición, Lindes entrega una máquina cafetera a su protagonista principal, George Clooney.
Desde 2011 mantiene una relación sentimental con el jugador de baloncesto Rudy Fernández. La pareja se casó el 4 de julio de 2015 en La Fortaleza, un castillo del siglo XVII que ocupa la península conocida como Punta Avançada, en Pollensa. El 22 de diciembre de 2016 nació su primer hijo, un niño llamado Alan.En mayo de 2019 nació su primera hija Aura y en febrero de 2025 su segunda hija Anais.